# Regionale raad van Emek HaYarden
De regionale raad van Emek HaYarden (Hebreeuws: מועצה אזורית עמק הירדן) is een regionale raad in Israël.

## Gemeenschappen
| Kibboetsen - Afikim - Alumot - Ashdot Ya'akov Meuhad - Ashdot Ya'akov Ihud - Beit Zera - Degania Alef - Degania Bet - Ein Gev - Ginosar - Hokuk - Kvutzat Kinneret - Masada - Ma'agan - Ravid - Sha'ar HaGolan - Tel Katzir | Moshaven - Almagor - HaOn | Dorpen - Kinneret - Poria Illit - Poria - Kfar Avoda - Poria - Neve Oved |

Abu Basma · Alona · al-Batuf · Be'er Tuvia · Beit She'an Vallei · Bnei Shimon · Brenner · Bustan al-Marj · Centraal Arava · Drom HaSharon · Esjkol · Gan Raveh · Gederot · Gezer · Gilboa · Golan · Gush Etzion · Har Hebron · Hefervallei · Hevel Eilot · Hevel Modi'in · Hevel Yavne · Hof Ashkelon · Hof HaCarmel · Hof HaSharon · Jizreëlvallei · Emek HaYarden · Bik'at HaYarden · Lakhish · Lev HaSharon · Lodvallei · Lager Galilea · Ma'ale Yosef · Mateh Asher · Mateh Binyamin · Mateh Yehuda · Megiddo · Megilot · Menashe · Merhavim · Merom HaGalil · Mevo'ot HaHermon · Misgav · Nahal Sorek · Ramat HaNegev · Sha'ar HaNegev · Sdot Negev · Shafir · Shomron · Tamar · Hoger Galilea · Yoav · Zevoeloen